# Kees van Baaren
Cornelis Leendert (Kees) van Baaren (Enschede, 22 oktober 1906 - Oegstgeest, 2 september 1970) was een Nederlandse componist en muziekpedagoog.

## Levensloop
Na de middelbare school te hebben doorlopen, ging hij van 1924 tot 1929 muziek studeren in Berlijn aan het Stern'sches Konservatorium. Zijn leraren waren voor piano Rudolf Breithaupt, voor compositie en muziektheorie Boris Blacher en Friedrich Koch. Van 1931 tot 1936 studeerde hij aan het Rotterdams Conservatorium compositie bij Willem Pijper.
Van Baaren doceerde aan het Koninklijk Conservatorium in Den Haag van 1945 tot 1947. Sinds 1942 doceerde hij ook aan het Muzieklyceum in Amsterdam. Hij was daar van 1948 tot 1953 ook directeur. Van 1953 tot 1956 was hij directeur van het Utrechts Conservatorium en van 1957 tot 1970 had hij dezelfde functie aan het Koninklijk Conservatorium in Den Haag. Hij was in Nederland de pionier van de twaalftoonsmuziek en serialisme. Van Baarens naam is verbonden met prominente Nederlandse componisten als Theo Bruins, Reinbert de Leeuw, Misha Mengelberg, David Porcelijn, Louis Andriessen en Peter Schat.
In 1969 werd Van Baaren de Sweelinckprijs toegekend voor zijn gehele oeuvre.

## Composities

### Muziek voor symfonieorkest
- 1934 Concertino voor piano en orkest
- 1956 Sinfonia voor orkest
- 1959 Variazioni per orchestra
- 1964 Musica per campane
- 1964 Concerto voor piano en orkest
- 1966 Musica per orchestra

### Muziek voor harmonieorkest
- 1961 Partita voor harmonieorkest
  1. Intrada
  2. Bourrée
  3. Sarabande
  4. Gigue
- 1967 Treurmuziek voor harmonieorkest (in opdracht van de Nederlandse Radio Unie)

### Muziek voor toetsinstrumenten
Piano
- 1948 Sonatina in memoriam Willem Pijper
- 1954 Muzikaal zelfportret

Orgel
- 1969 Musica per organo

### Vocale muziek
- 1947 Three poems voor vrouwenkoor - tekst: Emily Dickinson
- 1947 Recueillement voor zang en piano - tekst: Baudelaire
- 1952 Twee liederen voor mannenkoor
- 1948/1955-56 The Hollow Men, cantate voor sopraan, bariton, gemengd koor en orkest - teksten: T.S. Eliot

### Kamermuziek
- 1936 Trio voor fluit, klarinet en fagot
- 1952 Settetto voor viool, fluit, hobo, klarinet, fagot, hoorn en contrabas
- 1960 Canzonetta triste voor viool en piano
- 1962 Quartetto per archi (Sovraposizioni I), strijkkwartet
- 1963 Quintetto a fiato (Sovraposizioni II), blazerskwintet
- 1965 Musica per flauto solo

## Publicaties
- Kees van Baaren: Kompositionsunterricht und Theorieunterricht (Kongressbericht der 3. Direktorenkonferenz), Keulen 1960.